# 布列伊托沃區

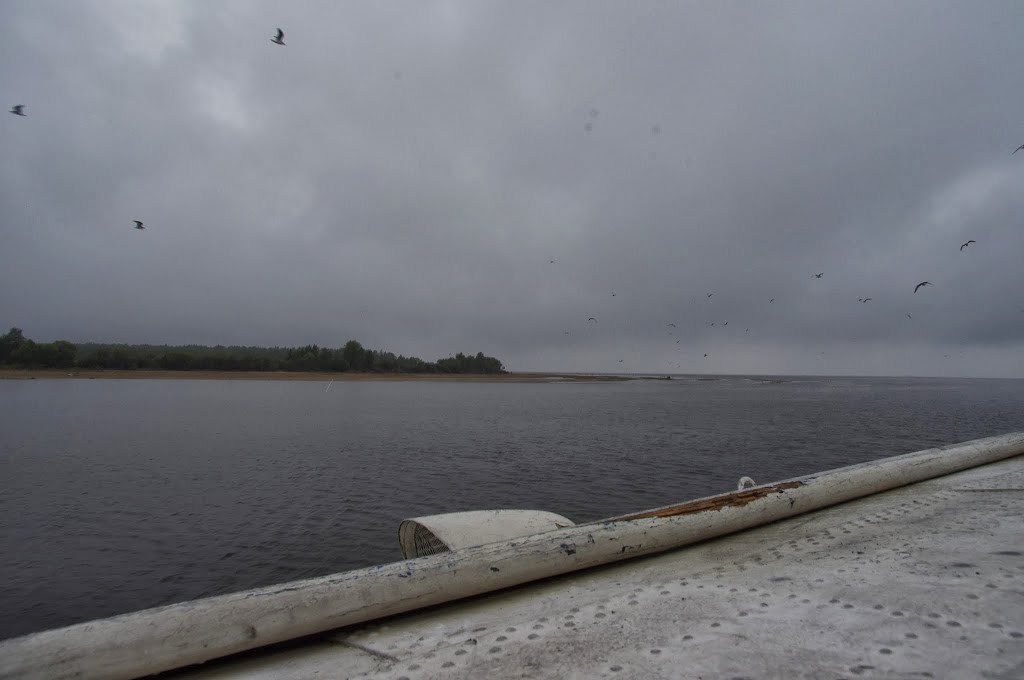

58°18′N 37°52′E / 58.300°N 37.867°E
布列伊托沃區（俄语：Брейтовский район），是俄羅斯的一個區，位於該國西部，由雅羅斯拉夫爾州負責管轄，面積2,160平方公里，2010年人口7,034，人口密度每平方公里3.26人。